# О’Брайен, Дэнни
Дэнни О’Брайен (англ. Danny O'Brien; род. 1969) — английский журналист, наиболее известен как позаимствовавший в 2004 году из IT-лексикона термин «лайфхакинг»; общественный деятель.

## Биография
Родился в 1969 году в Базилдоне, окончил Оксфордский университет.
В начале своей карьеры писал еженедельные колонки в The Sunday Times и The Irish Times; до этого некоторое время работал в The Guardian. Затем работал в британском издании Wired, на общественном телеканале Channel 4 и в Интернет-сервис провайдере Virgin.net. Вместе с Дэйвом Грином (англ. Dave Green) он создал ныне прекратившей своё существование email-сервис Need to Know.
В мае 2005 года вместе с Реном Бухольцем (Ren Bucholz) стал активистом Фонда электронных рубежей (EFF), а затем — координатором информационно-пропагандистской работы фонда. В апреле 2010 года перешёл на новую позицию — координатора Комитета защиты журналистов. В феврале 2013 года стал директором международного департамента EFF. По состоянию на середину 2010-х годов — директор EFF.
Также участвует в электронном благотворительном проекте mySociety (PledgeBank) в поддержку демократии, который привёл к созданию в Великобритании организации Open Rights Group, которая работает над сохранением цифровых прав и свобод. В 2014 году выступил на конференции Wikimania.
Женат на Куинн Нортон (англ. Quinn Norton; род. 1973).